# Alcetas II của Ipiros
Alcetas II (tiếng Hy Lạp: Ἀλκέτας, 313 – 306 TCN) là vua xứ Ipiros. Ông là con của Arymbas, và là cháu nội của Alcetas I. Trước đây ông là con trưởng nhưng Arymbas thấy ông tính khí ngang bướng thất thường, nên trục xuất ông và chọn con thứ là Aeacides làm người thừa kế. Aeacides chết trận khi giao chiến với vua Kassandros xứ Macedonia năm 313 TCN. Sau đó người Ipiros lập anh Aecides là Alcetas II lên làm vua. Kassandros sai Lyciscos kéo quân đến đánh ông nhưng ít lâu sau lại lập liên minh với ông năm 312 TCN. Dân Ipiros giận dữ trước sự phục tùng Macedonia của Alcetas, đã giết ông cùng hai con. Alcetas chết, Pyrros con Aeacides được cha nuôi là vua Glaukias của người Illyria đưa lên ngôi ở Ipiros vào năm 307 TCN.